# Корягина (приток Егорлыка)
Корягина  (Кирягина) — река в России, правый приток реки Егорлык, протекает в Шпаковском районе Ставропольского края. В верхнем течении (юго-западнее хутора Гремучий) носит название Берёзка.
Входит в «Перечень объектов, подлежащих региональному государственному надзору в области использования и охраны водных объектов на территории Ставропольского края», утверждённый постановлением Правительства Ставропольского края от 5 мая 2015 года № 187-п.

## География и гидрология
Исток реки — северо-западнее посёлка Цимлянского. Устье находится в 418 км по правому берегу Егорлыка (в 7 км восточнее хутора Верхнеегорлыкского). Длина реки составляет 14 км, площадь водосборного бассейна — 69,1 км². Питание смешанное: родниковое, снеговое и дождевое.
Справа в реку Корягина впадает река Бударочный; всего она имеет 12 небольших притоков общей длиной 19 км. В нижнем течении сток реки зарегулирован небольшим русловым прудом.
К бассейну реки Корягина относится озеро Вшивое, расположенное к юго-востоку от хутора Дёмино.

## Данные водного реестра
По данным государственного водного реестра России относится к Донскому бассейновому округу, водохозяйственный участок реки — Егорлык от истока до Сенгилеевского гидроузла, речной подбассейн реки — бассейн притоков Дона ниже впадения Северского Донца. Речной бассейн реки — Дон (российская часть бассейна).